# Święty Wulstan
Wulstan, Wulfstan (ur. ok. 1012 w Long Itchington (Warwickshire), zm. 19 stycznia 1095 w Worcesterze) – święty Kościoła katolickiego, anglosaski biskup.

## Życiorys
Pochodził z zamożnej rodziny. Wykształcenie zdobył w szkołach przyklasztornych w Evesham i Peterborough. Wstąpił do zakonu benedyktynów i przez następne 25 lat prowadził działalność w klasztorze w Worcester. Pełnił tam obowiązki nauczyciela, a następnie obrany został przeorem. Jego ascetyczny tryb życia i pokora zjednała mu szacunek i w 1062 roku powołany został na urząd biskupa, na którym jako jedyny Anglosas pozostał po przejęciu władzy przez Wilhelma Zdobywcę.
Wulstan w swojej działalności miał szczególny wkład w odnowienie życia kościelnego i zakonnego, a zasłynął także z miłosierdzia wobec ubogich. Dzięki wspólnym zabiegom z arcybiskupem Lanfrankiem z Canterbury doprowadził do likwidacji handlu niewolnikami. Przypisuje mu się inicjatywę wizyt duszpasterskich na terenie Brytanii.
14 maja 1203 papież Innocenty III kanonizował Wulstana.
Jego wspomnienie obchodzono 19 stycznia, a współcześnie wspomnienie liturgiczne przypada na 20 stycznia.